# Macu-hupdás
Os macu-hupdás ou simplesmente hupdas (pela grafia autóctone, Hup D'äh ou Hupda), são uma das etnias macus (ou uaupés-japurás grupo nadahup) que habita no noroeste do Brasil, no Amazonas, mais precisamente nas Terras Indígenas Alto Rio Negro, Maku, Pari Cachoeira I, Yauareté I e Yauareté II, no interflúvio dos rios Papuri e Tiquié, assim como no Resguardo Indígena parte oriental do Vaupés na Colômbia.

## Grupos
Os Hupdah tradicionalmente vivem em pequenos grupos de vinte a trinta e cinco pessoas – cerca de seis grupos domésticos –, mas atualmente podem ser encontradas comunidades com aproximadamente duzentas pessoas ou mais. Cada grupo tem em média oito acampamentos de caça no raio de sete a dez quilômetros. O grupo doméstico se compõe de marido, mulher, filhos solteiros e eventuais agregados, que podem ser parentes próximos, viúvos ou solteiros, do marido ou da mulher. Em geral, cada grupo doméstico possui sua própria fogueira, em torno da qual seus membros se reúnem para dormir e comer. Quanto às casas, tradicionalmente se resumiam a tapiris – sem paredes –, mas hoje já constroem casas com cascas de árvores. Nelas abrigam de um a quatro grupos domésticos, ligados por laços próximos de parentesco.
Um aglomerado de grupos próximos, distando entre si um dia de caminhada, forma um grupo regional. Os hupdás têm três grupos regionais (três dialetos), separados entre si por cursos de água navegáveis, cujas margens são ocupadas por "índios do rio", chamados por eles de os w'óh-d'äh. Cada grupo regional aproveita em comum um território. Os membros adultos do mesmo grupo regional se conhecem todos pelo nome, assim como pelas relações de parentesco que os unem. Já o conhecimento que possuem dos falantes de dialetos vizinhos, com quem não têm relações genealógicas demonstráveis, é bastante precário, apesar de se comunicarem perfeitamente. Em outras palavras, o grupo regional é um nexo fortemente endogâmico. O tamanho médio do grupo regional é de duzentas e sessenta pessoas.
Cada Hupda perece a um clã patrilinear. Cada clã es exogámico e se considera impropio o casamento o as relações sexuais entre pessoas do mesmo clan. Se acha ideal o casamento entre primos cruzados (kɔt tog e kɔt tæh), mas proíbe o casamento entre primos paralelos asimilados a los hermanos (ũh).

## Denominações
Ressalta-se que há dois nomes pelos quais são os Hupdah conhecidos. O primeiro dele é "macu", definição oficial da Academia, que nada mais é hoje, que uma depriciação etnocêntrica dos demais grupos indígenas da região, indicando serem eles 'bichos' e sem língua, por dois motivos. Na realidade, o termo Macu (Maku) é proveniente da língua Arawak e significa sem (nossa) língua (fala)  al como desenvolvido por Athias (1995). Primeiro, porque eles têm uma língua complexa, glotalizada, laringalizada, com um amplo quadro fonético e tonal, o que dificulta o seu aprendizado. O outro motivo é que, diferentemente dos demais povos da região, eles casam-se entre as fratrias – pois são endogâmicos. Diferentemente dos demais, que se casam com pessoas de outras etnias, pois são exogâmicos.
O segundo nome pelo qual os Hupdah são conhecidos é o de peorã' (peoná)', de origem tucana, que significa "aquele que trabalha junto", mas na verdade o seu uso se referindo ao Hupdah é pejorativo, pois esses são tradicionalmente um grupo social subjugado pelos Tukano, que os consideram hierarquicamente inferiores.
Em estudos mais recentes, os dois nomes propostos, "uaupés-japurá" (Ramirez) e "nadahup", (Epps) também não são aceitos por eles. Sugeriram serem chamados de "família linguística nadëb", por causa de seus supostos ancestrais (Athias, 2005).